# Deep Space 2
«Deep Space 2» — зонд NASA. Являлся частью программы Новое Тысячелетие. Проект включал в себя два миниатюрных космических зонда. Зонды находились в составе спускаемого аппарата Mars Polar Lander, который был запущен в январе 1999 года. Зондам было дано название Скотт и Амундсен, в честь Роберта Скотта и Руаля Амундсена — первых исследователей, достигших Южного полюса Земли. Зонды предназначались для жёсткой посадки на поверхность планеты. После входа в атмосферу Марса Deep Space 2 должен был отстыковаться от Mars Polar Lander и начать снижаться к поверхности, для смягчения удара используя только аэрогель, без парашюта. 13 марта 2000 года, после всех попыток восстановить связь, миссия была объявлена неудачной.

## План миссии
Каждый зонд весил по 2,4 кг и находился внутри защитной капсулы из аэрогеля. Для доставки на Марс они закреплялись на спускаемом аппарате Mars Polar Lander. 3 декабря 1999 года во время пролёта над южной полярной шапкой Марса, зонды в защитной оболочке, размером с баскетбольный мяч, были отстыкованны от спускаемого аппарата. После прохождения атмосферы удар о поверхность планеты произошёл на скорости 179 м/с. В ходе удара каждая защитная капсула была спроектирована так, чтобы разрушиться, а зонд — пробить почву и разделиться на две части. Нижняя носовая часть была спроектирована так, чтобы проникнуть в поверхность планеты на глубину примерно 0,6 м. Верхняя часть оставалась бы на поверхности и передавала бы данные по радиоканалу орбитальному аппарату Mars Global Surveyor или другим космическим аппаратам на орбите Марса. Mars Global Surveyor должен был быть основным ретранслятором для передачи данных с зонда на Землю. Связь между двумя частями зонда осуществлялась при помощи кабеля.

## Провал миссии
По-видимому, оба зонда достигли Марса без поломок, однако после совершения жёсткой посадки на связь так и не вышли.
Достоверно неизвестно, в чём была причина аварии. Комиссия, расследовавшая этот инцидент, сделала несколько наиболее вероятных предположений о возможных причинах аварии:
- Системы связи зондов не смогли вынести высоких перегрузок во время сильного удара о поверхность.
- Зонды, возможно, врезались в каменистый участок, что оставляло им мало шансов уцелеть.
- Аккумуляторы зонда, заряженные за год до запуска, возможно, не сохранили достаточный заряд для питания систем[4].

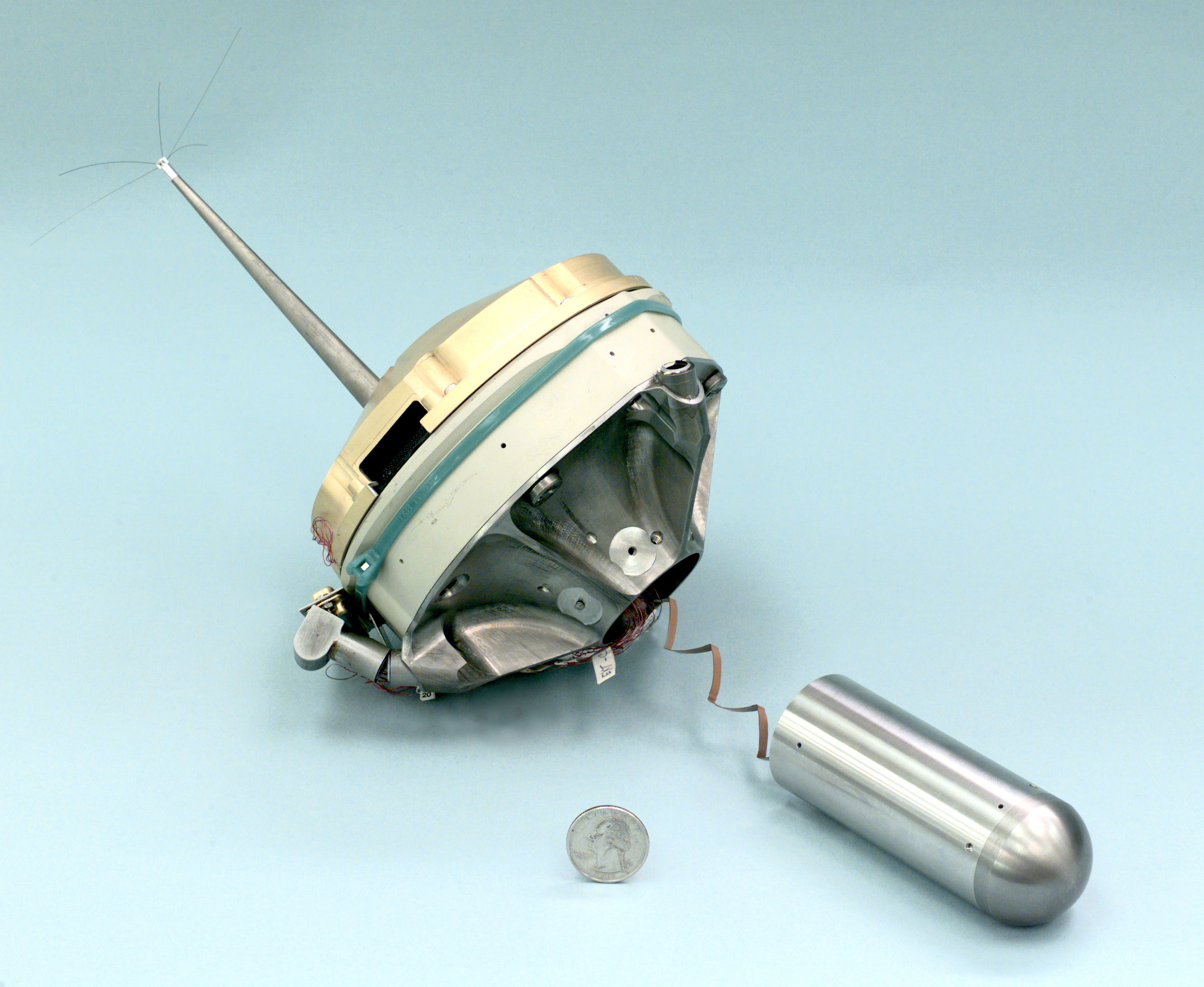
Один из зондов Deep Space 2 с разделенной верхней и нижней частью
Анимация работы DS2
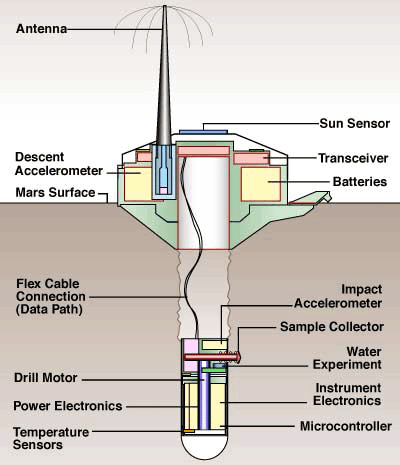
Схема строения DS2